# Общий римский календарь 1960 года
Общий римский календарь 1960 года — календарь святых, в котором перечислены праздники Общего римского календаря, утверждённые 25 июля 1960 года motu proprio «Rubricarum instructum» Папы Иоанна XXIII и обнародованные Священной Конгрегацией обрядов на следующий день, 26 июля 1960 года, декретом «Novum Rubricarum». Этот календарь 1960 года был включен в издание Римского Миссала 1962 года, дальнейшее использование которого Папа Бенедикт XVI санкционировал в своем motu proprio «Summorum Pontificum» от 7 июля 2007 года и который Папа Франциск обновил в своём motu proprio «Traditionis custodes» от 16 июля 2021 года, для использования в качестве Традиционной римской Мессы.
«Novum Rubricarum» заменил прежнюю классификацию Двойных, Полудвойных и Простых праздников на праздники и памяти I, II и III классов. Декрет удалил несколько праздников, в частности дублирующиеся, такие как Праздник Креста Господня (3 мая и 14 сентября), Кафедры Петра (18 января и 22 февраля), Святого Петра (1 августа и 29 июня), Святого Иоанна Богослова. (6 мая и 27 декабря), Святого Михаила (8 мая и 29 сентября) и Святого Стефана (3 августа и 26 декабря).
Этот календарь отличается от Общего римского календаря 1954 года тем, что он также включает изменения, внесенные Папой Пием XII в 1955 году, которые включали сокращение октав только до трёх: Рождества, Пасхи и Пятидесятницы. См. Общий римский календарь Пия XII.